# Focke-Wulf Fw 200 «Condor»
Focke-Wulf Fw 200 «Condor» (також знаний як «Кур'єр») — німецький швидкісний чотиримоторний літак, низькоплан, виробництва фірми «Фокке-Вульф». Проєктувався як пасажирський авіалайнер для ліній середньої та великої протяжності, в тому числі трансатлантичних і трансконтинентальних перевезень. Також обслуговував найвищих керівників Третього Рейху. Під час Другої світової війни виконував завдання з далекої морської розвідки, морського бомбардувальника, транспортних перевезень та розвідки погоди. Всього виготовлено 276 екземплярів. Перший політ здійснено 27 липня 1937, уведений в експлуатацію авіакомпанією Deutsche Lufthansa наприкінці 1937, прийнято на озброєння Люфтваффе у вересні 1939.

## Історія створення та експлуатації

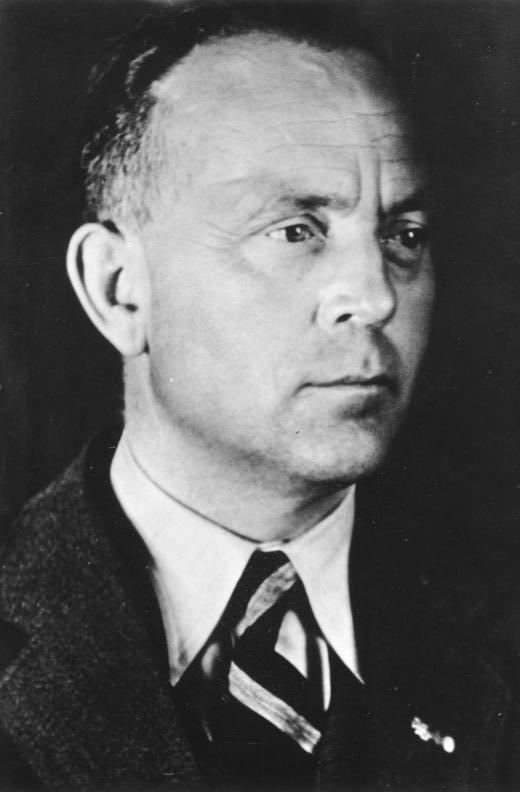
Курт Танк, березень 1941

Історія «Кондора» почалася з обміну думками навесні 1936 між технічним директором фірми «Фокке-Вульф» Куртом Танком (нім. Kurt Tank, 24 лютого 1898 — 5 червня 1983) та директором авіакомпанії Deutsche Lufthansa Штузелем, під час якого, Танк сформулював концепцію чотиримоторного авіалайнера наземного базування, з порівняно високим навантаженням на крило, здатного здійснювати трансатлантичні польоти. До цього, в середині 30-х років, у авіаційних колах існувала думка, що на комерційній основі для здійснення трансокеанських і трансконтинентальних перевезень можуть використовуватися тільки гідроплани.
«Deutsche Lufthansa» (DLH) у червні 1936 запропонувала «Focke-Wulf» створити літак, на заміну Junkers Ju 52, який би не поступався Douglas DC-3. Загальне керівництво проєктом здійснював Курт Танк, а безпосереднє — інженер Вільгельм Бансемір (нім. Wilhelm Bansemir). Танк запропонував зробити не просто німецький аналог DC-3, а перевершити американців за всіма основними параметрами. Від початку проєктувався як суто цивільний. Передбачалося, що новий літак буде виконувати трансатлантичні та трансконтинентальні рейси. Проєкт отримав позначення Рейхсміністерства авіації Третього Рейху (RLM) Fw 200.
16 липня 1936 Танк гарантував директорату DLH, що перша машина підніметься в повітря протягом року. У липні 1936 Focke-Wulf та Deutsche Lufthansa уклали контракт, а восени 1936 розпочато будівництво трьох прототипів. Перший з них — V1, отримав бортовий номер D-AERE та назву «Saarland». Танк настільки був впевнений у перевагах машини, що вже навесні 1937, ще до початку випробувальних польотів, розгорнув передсерійне виробництво першої серії Fw 200 A-0. Льотні випробування розпочалися 27 липня 1937 в Бремені. Вперше у повітря машину підійняв екіпаж, очолюваний безпосередньо Куртом Танком. Літак міг перевозити, з високим для свого часу комфортом, 26 пасажирів. Восени 1938 почалися роботи над проєктом серійного Fw 200 B.
Військова версія — Fw 200 С, була розроблена на базі дослідного варіанту Fw 200 V10 (літак виготовлявся на замовлення Японії), якому збільшили запас палива та встановили озброєння. Це був вимушений крок Люфтваффе, оскільки спеціалізовані бомбардувальники великої дальності Ju 89 і Do 19, що розроблялись за програмою Урал-бомбер, так і не були прийняті на озброєння, а новий проєкт He 177 був ще далеким до завершення. У вересні 1939 було замовлено десять передсерійних Fw 200 C-0.

### Виробництво
Серійне виробництво розпочато восени 1936 та тривало до кінця 1943. Вироблялися ці літаки на заводах Focke-Wulf Flugzeugbau AG GmbH в Бремені та Котбусі, а з 1941, після авіаударів по останніх, також і на підприємстві у місті Finkenwerder, що належало верфі Blohm & Voss.
Виробництво за роками:
- 1937 — 2
- 1938 — 5
- 1939 — 6
- 1940 — 42
- 1941 — 52
- 1942 — 93
- 1943 — 76

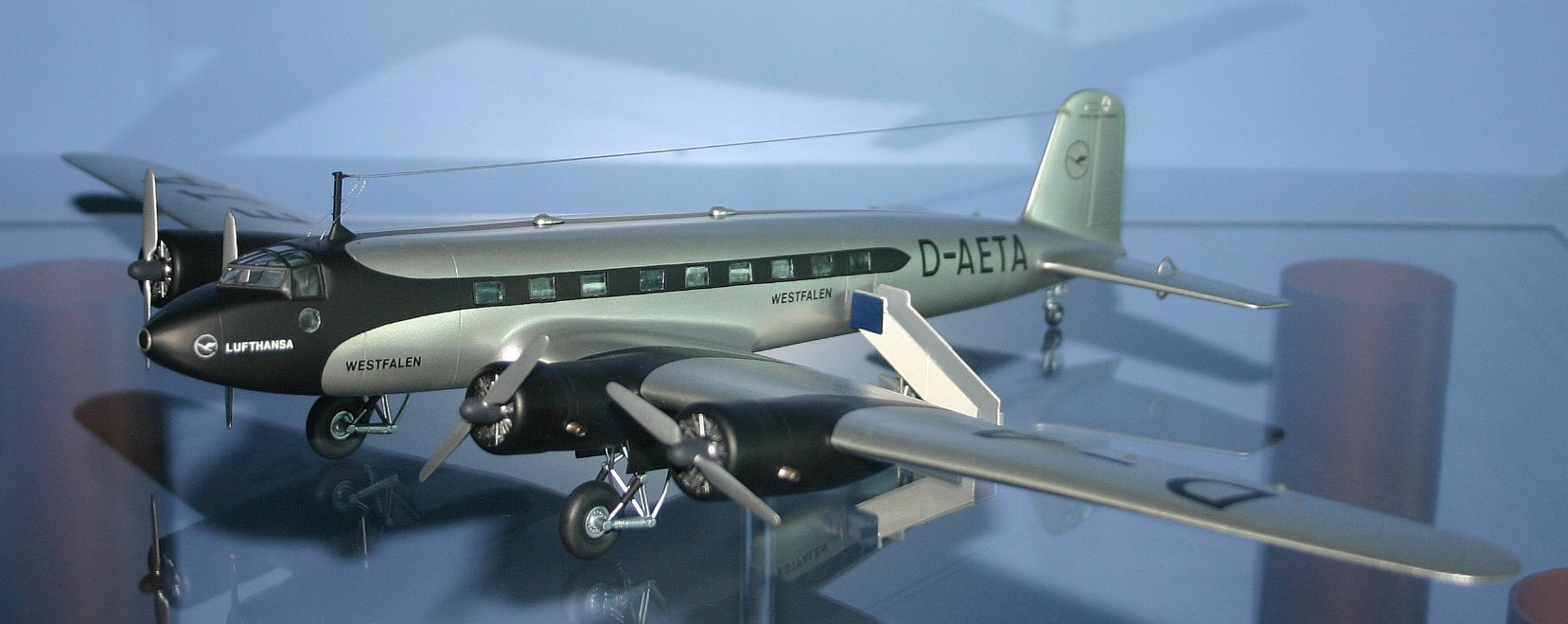
Модель Fw 200 V2 «Westfalen» в кольорах «Deutsche Lufthansa»

Загалом було виготовлено 276 «Кондорів» переважна кількість — 263 літака, були військової модифікації Fw 200 C.

### Основні варіанти
Існували три варіанти Fw 200: «A», «B» і «C». «A» був цивільним варіантом літака, «B» та «C» використовувалися як далекі морські розвідники, бомбардувальники та транспортні літаки.
| Варіант літака       | Опис | Вироблявся | Кількість вироблених | Призначення                                            | Двигун                                                                    | Озброєння | Інше обладнання                                                                      |
| Fw 200 V1 Fw 200 S-1 | Перший прототип, 4+26 Екіпаж 4—6 | 1937–1937  | 1                    | Авіалайнер                                             | Pratt & Whitney Hornet С1Е-G                                              | Відсутнє |                                                                                      |
| Fw 200 V2            | Другий прототип, 4+26 | 1937–1937  | 1                    | Авіалайнер                                             | BMW-132G-1                                                                | Відсутнє | Додаткові паливні баки                                                               |
| Fw 200 V3            | Третій прототип, D-2600 «Іммельман», 4+7 | 1939–1939  | 1                    | Авіалайнер                                             | BMW-132G-1                                                                | Відсутнє |                                                                                      |
| Fw 200 V10 B-1       | Прототип військової серії «C», призначався для ВМС Японії. | 1939–1939  | 1                    | Далекий морський розвідник Транспортний                | BMW-132G-1 BMW 132 DC                                                     | 2 кулемети MG 15 | Telefunken S427(I)36                                                                 |
| Fw 200 A-0           | Попереднє серійне виробництво, 4+26. Перший політ березень 1938 | 1938–1939  | 10                   | Авіалайнер                                             | BMW-132G-1                                                                | Відсутнє |                                                                                      |
| Fw 200 KA-1          | Два літаки для Данії, 4+26 | 1938–1938  | 2                    | Авіалайнер                                             | BMW-132G-1                                                                | Відсутнє |                                                                                      |
| Fw 200 B-2           | 4+26 | 1940–1940  | 3                    | Транспортний                                           | BMW 132H                                                                  | Відсутнє |                                                                                      |
| Fw 200 C-0           | Попереднє виробництво десяти літаків. Зміцнений фюзеляж | 1939–1940  | 10                   | Далекий морський розвідник Бомбардувальник             | Радіальний BMW-Bramo 323 R-2 «Fafnir»[недоступне посилання з червня 2019] | Перші чотири літака виготовлено без озброєння. Інші шість озброєно трьома кулеметами MG 15 та по одній 250 кг авіаційній бомбі SC 250 під зовнішніми гондолами двигунів і ще дві на бомботримачах під консолями крила |                                                                                      |
| Fw 200 C-1           | Перший військовий варіант | 1940–1940  | 26                   | Далекий морський розвідник Бомбардувальник             | BMW 132H Радіальний BMW-Bramo 323 R-2 «Fafnir»                            | Одна гармата MG FF, три кулемета MG 15, чотири 250 кг авіабомби, одна з яких, так звана «цементна бомба», що використовувалася як маркер для прицілювання | Довга гондола                                                                        |
| Fw 200 C-2           | C-1 з модернізованими гондолами двигуна | 1940–1940  |                      | Далекий морський розвідник Бомбардувальник             | Радіальний BMW-Bramo 323 R-2 «Fafnir»                                     | |                                                                                      |
| Fw 200 C-3           | Посилені фюзеляж та крила, екіпаж збільшено до шести чоловік | 1940–1941  | 52                   | Далекий морський розвідник Бомбардувальник             | Радіальний BMW-Bramo 323 R-2 «Fafnir»                                     | Додано 2 кулемети MG 15 з боків та до складу екіпажу включено ще одного борт-стрільця. Бомбове навантаження до 2100 кг: по 500 кг бомбі під зовнішніми гондолами, дві 250 кг під консолями та дванадцять 50 кг бомб в нижній гондолі. Фактично таке навантаження під час розвідувальних польотів рідко використовувалася, а частіше складалося з чотирьох 250 кг бомб | Прилади: для сліпий посадки FuBL.1; пеленгації PalG V; розпізнавання FuG XXV та інші |
| Fw 200 C-3/U1        | | 1940–1941  | 1                    | Далекий морський розвідник Бомбардувальник             | Радіальний BMW-Bramo 323 R-2 «Fafnir»                                     | Обладнано скидачами торпед. Кулемет на передній турельній установці замінено на гармату MG 151. MG FF замінено гарматою MG 151/20 |                                                                                      |
| Fw 200 C-3/U2        | 7 | 1940–1941  |                      | Далекий морський розвідник Бомбардувальник             | Радіальний BMW-Bramo 323 R-2 «Fafnir»                                     | Пушка в гондолі (попереду) замінена кулеметом MG 131, зверху — замість передньої гармати встановлена турель Fw 19 з кулеметом MG 15 | Приціл для бомбометання Lotfe 7D                                                     |
| Fw 200 C-3/U3        | | 1940–1941  | 1                    | Далекий морський розвідник Бомбардувальник             | Радіальний BMW-Bramo 323 R-2 «Fafnir»                                     | Оснащено двома додатковими 13 мм кулеметами MG 131 |                                                                                      |
| Fw 200 C-3/U4        | Екіпаж збільшено до семи чоловік | 1941–1941  | 21                   | Далекий морський розвідник Бомбардувальник             | Радіальний BMW-Bramo 323 R-2 «Fafnir»                                     | Обладнано скидачами торпед. 1×7,9 мм MG 15, 3×13 мм MG 131 кулемети, 1×20-мм гармата MG-151/20, до 2100 кг бомб. (Один 7,9-мм кулемет MG 15 з 1000 набоями в гідравлічно керованій башті Fw 19 в передній частині фюзеляжу, один 13-мм кулемет MG 131 з 500 патронами на верхній задній установці, два MG 131 з 300 патронами на ствол в бокових вікнах, одна 20-мм гармата MG 151/20 з 500 снарядами на рухливій установці в носі нижній гондоли та один кулемет MG 15 з 1000 патронами в задній частині гондоли. Бомби в комбінації: 2×500-кг, 2×250-кг і 12×50-кг) |                                                                                      |
| Fw 200 C-4           | | 1942—1943  | 94                   | Далекий морський розвідник Бомбардувальник             | Радіальний BMW-Bramo 323 R-2 «Fafnir»                                     | | Пошуковий радар «Росток», на останніх екземплярах серії — FuG 200 Hohentwiel         |
| Fw 200 C-4/U1        | Високошвидкісний літак, обслуговував найвищих керівників Рейху, зокрема Гіммлера. Встановлено 11 пасажирських крісел.                                                                       | 1942–1942  | 2                    | Авіалайнер Транспортний                                | Радіальний BMW-Bramo 323 R-2 «Fafnir»                                     | Кулемети MG 15 | Вкорочена гондола (без бомбового відсіку)                                            |
| Fw 200 C-4/U2        | Високошвидкісний літак, обслуговував найвищих керівників Рейху. Встановлено 14 пасажирських крісел.                                                                                         | 1942–1943  | 3                    | Авіалайнер Транспортний                                | Радіальний BMW-Bramo 323 R-2 «Fafnir»                                     | Кулемети MG 15 | Вкорочена гондола (без бомбового відсіку)                                            |
| Fw 200 C-5           | | 1943–1943  | 22                   | Далекий морський розвідник Бомбардувальник             | Радіальний BMW-Bramo 323 R-2 «Fafnir»                                     | | Пошуковий радар FuG 200 «Hohentwiel»                                                 |
| Fw 200 C-6           | Модифікація Fw 200 C-3/U2 та Fw 200 C-3/U1 пристосовані для несення двох керованих авіаційних бомб. C-6, озброєний Hs 293, зі складу III/KG 40 вперше здійснив бойовий виліт 28 грудня 1943 | 1943—1943  | 15                   | Далекий морський розвідник Бомбардувальник Ракетоносій | Радіальний BMW-Bramo 323 R-2 «Fafnir»                                     | Дві керовані авіаційні бомби Hs 293 | Рання версія морської пошукової РЛС FuG 203 Kehl                                     |
| Fw 200 C-8           | Остаточна модифікація Fw 200 C-6, спеціалізований ракетоносій. Екіпаж 8 чоловік | 1943–1943  | 21                   | Бомбардувальник Ракетоносій                            | Радіальний BMW-Bramo 323 R-2 «Fafnir»                                     | Дві керовані авіаційні бомби Hs 293 | Морська пошукова РЛС Telefunken, FuG 200 Hohentwiel або FuG 203b Kehl III            |

### Рекордні та рекламні рейси
27 червня 1938 «Westfalen» [Архівовано 11 вересня 2013 у Wayback Machine.] (другий прототип, бортовий номер D-AETA) у рекламних цілях пролетів по трасі Берлін — Салоніки — Каїр. Пілотував машину Курт Танк. Маршрут протяжністю 3155 км було подолано за 10 годин 21 хвилину зі середньою швидкістю 304,8 км/год.
Перший прототип змінив позначення на Fw 200 S-1 (S — спеціальний), бортовий номер на D-ACON [Архівовано 9 січня 2012 у Wayback Machine.], назва стала «Бранденбург». Згодом, на цьому літаку, екіпаж у складі капітанів 1-й пілот Альфред Хенке (нім. Alfred Henke), 2-й пілот Рудольф фон Моро (нім. Rudolf von Moreau), механік Пауль Дерберг (нім. Paul Dierberg) та радист Вальтер Кобер (нім. Walter Kober) здійснив рекордний рейс — без посадки перелетів Атлантику. Літак піднявся з аеродрому берлінського передмістя Штаакен (Staaken) 10 серпня 1938, щоб приземлитися на Нью-Йоркському аеродромі «Флойд-Беннет» наступного дня. Через сильний зустрічний вітер шлях завдовжки 6371,3 км машина покрила за 24 години 56 хвилин 12 секунд (середня швидкість 255,5 км/г). Вперше трансатлантичний переліт було виконано на багатомісному пасажирському літаку сухопутного базування. 13 серпня літак відправився у зворотний шлях до берлінського аеропорту «Темпельхоф», який, при попутному вітрі, було подолано за 19 годин 47 хвилин. Відстань у 6392 км було подолано із середньою швидкістю 321 км/г. Загальна подолана відстань, в обидва кінці, склала — 12 763,3 км.
28 листопада 1938 D-ACON вилетів з берлінського аеропорту «Темпельхоф», а приземлився у Токіо 30 листопада. Маршрут Берлін — Басра — Карачі — Ханой — Токіо, завдовжки 13 844 км (із трьома проміжними зупинками) він подолав за 46 годин 18 хвилин. Це відповідає середній швидкості 192 км/г (враховуючи стоянку в Басрі, Карачі та Ханої). Хенке і фон Моро збиралися летіти далі на схід — через Тихий океан, Гаваї, Лос-Анджелес, Нью-Йорк та Атлантику, завершивши, таким чином, навколосвітній переліт. Проте американська влада заборонила проліт над своєю територією, тому довелося повертатися західним шляхом. По дорозі додому, 6 грудня 1938, після 11 годин польоту, при підльоті до Манілі, D-ACON знизився до 100 метрів над затокою Кавіте. Через несправність обладнання, екіпажу не вдалося увімкнути систему перекачування палива з додаткових баків у фюзеляжі, в основні крилові баки, що призвело до зупинки обидвох правих двигунів через нестачу палива. Флюгкапітан Хенке при попутному вітрі, о 7:38 ранку, приводнив літак на піщану банку Розаріо. Під час вимушеної посадки на мілині [Архівовано 11 вересня 2013 у Wayback Machine.] машина була пошкоджена та відновленню вже не підлягала. Залишки літака прибули в порт Гамбурга 1 лютого 1939 на вантажному пароплаві «Кульмерланд». Тим не менш екіпаж зустріли на батьківщині як героїв.

### Експлуатація у Deutsche Lufthansa та «Ескадрильї фюрера»
Всього авіакомпанія отримала дев'ять літаків, проте ніколи у своєму розпорядженні одночасно не мала більше чотирьох діючих машин. На пасажирські лінії «Кондори» вийшли не пізніше березня 1938. Усередині Рейха вони курсували за маршрутом Берлін — Мюнхен. Міжнародні рейси виконувалися в скандинавські країни та до Іспанії. Передбачалося відкриття трансатлантичних і трансконтинентальних ліній для польотів до Нью-Йорка та Токіо.
Авіалайнери використовувалися так званою «Ескадрильєю фюрера» (нім. «Fliegerstaffel des Führers»; F.d.F.) й для VIP-перевезень. Третій прототип — «Immelmann», був особистим літаком Адольфа Гітлера, а «Grenzmark», бортовий номер D-ACVH, 23 серпня 1939 доставив до Москви міністра закордонних справ Німеччини Й. фон Ріббентропа для підписання Пакту Молотова — Ріббентропа.
На початку війни Люфтганза мала у своєму розпорядженні чотири літаки. Попри те, що під час війни велика частина літаків була передана Люфтваффе, здійснювалися й цивільні рейси. Проте ризик для пасажирів суттєво виріс. За цей час DLH втратила чотири літаки. Останній плановий рейс Люфтганзи здійснив «Hessen» D-ASHH 14 квітня 1945 за маршрутом Барселона—Берлін, а взагалі останній пасажирський рейс відбувся 4 травня 1945 — D-ASVX «Thüringen» здійснив політ за маршрутом Осло—Фленсбург. До кінця війни зберігся тільки один цивільний літак.

## Участь у бойових діях

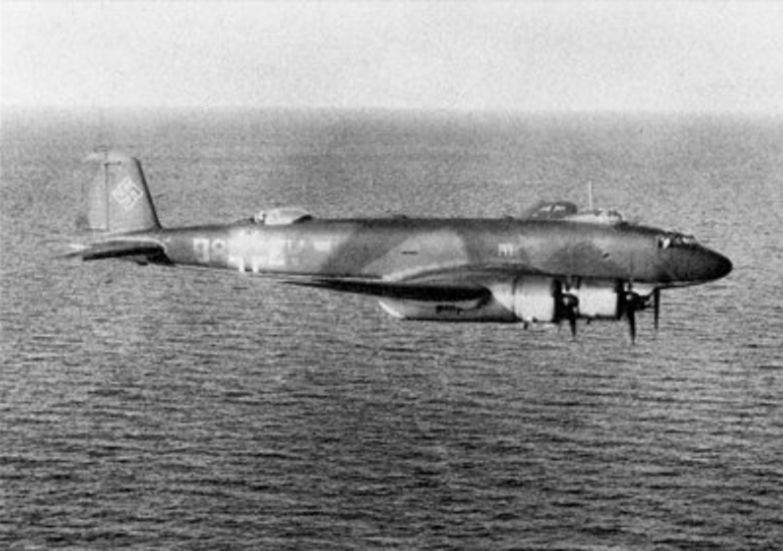
Патрульний F8+EV із I./KG 40 над океаном

У бойових діях, як морський розвідник, бомбардувальник та транспортний літак брали участь 263 «Кондорів» із 276 загальної кількості вироблених, а також машини більш ранніх, цивільних версій.
Як військовий літак Fw 200 особливо не виділявся певними технічними перевагами, проте, враховуючи невелику кількість літаків, що були задіяні в бойових операціях як морські бомбардувальники, вони встановили своєрідний рекорд результативності за рівнем заподіяної шкоди союзному судноплавству за два перші роки війни (в середньому 10 тис. брт на літак). Вінстон Черчилль називав «Кондор» «Бичем Атлантики» (англ. «Scourge of the Atlantic»), через його внесок у важкі втрати кораблів союзників.
Протягом серпня—вересня 1940 I/KG 40 записала на свій рахунок 90 тис. тонн британського тоннажу. Від 1 січня 1940 до 9 лютого 1941 «Кондори» KG 40 безпосередньо потопили або серйозно пошкодили 85 союзних конвойних суден загальним обсягом у 363 тис. БРТ. Загалом під час військових дій протягом 1940—1943 «Кондори» безпосередньо потопили 93 та серйозно пошкодили 70 союзних конвойних суден загальною водотоннажністю відповідно 433 447 та 353 752 БРТ.
Літак брав участь у проведенні спеціальних операцій та операцій по забезпеченню роботи метеостанцій, в тому числі і у радянському Заполяр'ї.

### Початковий період війни
На початку 1940 «Кондори» надійшли до 1-ї ескадрильї Kampfgeschwader 40 (1./KG 40, емблемою [Архівовано 23 жовтня 2015 у Wayback Machine.] символічно слугувала земна куля оперезана кільцем), сформованої 1 листопада 1939 у Бремені. Приступили до дій на британських транспортних комунікаціях із аеродромів на території Рейху, а після завершення скандинавської компанії із баз у Данії, зокрема аеропорту Копенгагена («Kastrup»). Як літак далекої морської розвідки, здійснив перший виліт 8 квітня 1940.
Попервах головним завданням Fw 200 було патрулювання трас атлантичних конвоїв, яке було значно полегшено слабким, на той час, озброєнням британських транспортів та малим складом сил ескорту при майже повній відсутності повітряного прикриття. Найбільш часто для пошуку цілі використовувався метод віяла. Після злету, літаки розліталися в різні сторони, але, при цьому дотримувалися загального курсу. Потім «Condor» робив великі петлі Північним морем, а після падіння Франції, із бази у Бордо, Північною Атлантикою. Виявивши поодиноке судно або конвой, Fw 200 сам атакував транспорти та/або наводив на них «Вовчу зграю».

### Окупація Данії та Норвегії
У середині березня 1940, за місяць до вторгнення німецьких військ у Данію і Норвегію було отримано наказ на проведення повітряної розвідки узбережжя Норвегії. Особливу цікавість викликали берегові батареї в затоці Богус та аеродроми поблизу Осло. Піднявшись у повітря з аеродрому Кенігсбергу BS+AH у складі першого пілота Корнеліуса Ноеля (нім. Cornelius Noëll), штурмана Зигфрида Кнемаєра та інших членів екіпажу за наказом та під керівництвом оберст-лейтенанта Ровеля виконав високоякісну аерофотозйомку військових об'єктів та транспортної інфраструктури на узбережжі Норвегії від Нарвіка до Осло.
Навесні 1940 більшість неозброєних Fw 200 попередніх серій було включено до складу спеціальної транспортної частини К.Gr.z.b.V.105. Як транспортний літак, уперше брав участь у бойових діях під час операції «Везерюбунг», переважно з аеродрому Кіль-Гольтенау. На момент вторгнення у строю було 17 літаків, з них 12 у складі I./KG 40 решта — 5 літаків у К.Gr.z.b.V.105 (також у 107 та 108).
9 квітня 1940 Fw 200 I./KG 40 перелетіли на аеродроми захопленої Данії. 10 квітня літаки атакували британський флот, що прямував до берегів Норвегії, проте досягти успіху завадив сильний туман. 11 квітня 1940 чотири «Кондори» зі складу I./KG 40, що перебазувалася у Данію, атакували цілі у норвезьких містах Тромс, Харштадт та Нарвік, а після цього приземлилися на захоплені десантом аеродроми поблизу останнього. 12 квітня 1940 зафіксована перша бойова втрата I./KG 40, імовірно від аварії. 17-го було помилково атаковано шведський пароплав «Мершайен», який, невдовзі покинутий екіпажем, потонув 20 квітня. 23 квітня біля Тромсе було збито Fw 200 C-1 обер-лейтенанта Бертенса (нім. Bertens). Проте 25 квітня потоплено британський озброєний траулер «Bradman» (452 брт). Найбільшим успіхом I./KG 40 під час компанії було потоплення 10 червня 1940 на північ від Харштадта британського допоміжного крейсера HMS Vandyck[недоступне посилання з серпня 2019] (13 233 брт) екіпажем обер-лейтенанта Шлоссера, що домігся двох прямих влучень SC 250.

### Битва за Атлантику
До 11 травня 1940 тільки два літаки були боєздатними, а до червня 1-ша ескадрилья KG 40 була виведена для переозброєння на Fw 200 C-1. Потім вона перекинута до узбережжя Біскайської затоки, де увійшла до складу 4-го повітряного корпусу 3-го повітряного флоту та призначалася для підтримки нальотів на Англію, проте безпосередньо у Битві за Британію «Кондори» брали епізодичну участь.
8 серпня 1940 Fw 200 почали регулярні розвідувальні польоти за маршрутом Бордо—Ставангер—Бордо. Літаки злітали з аеродрому Мерін'як під Бордо, огинали над морем Корнуол, потім Ірландію та перетинали Північне море. Після короткого перепочинку в Ставангері літак повертався на базу у зворотному напрямку. Під час цих рейдів «Кондор» ніс від двох до чотирьох авіабомб для атак поодиноких, чи тих суден, які відстали.

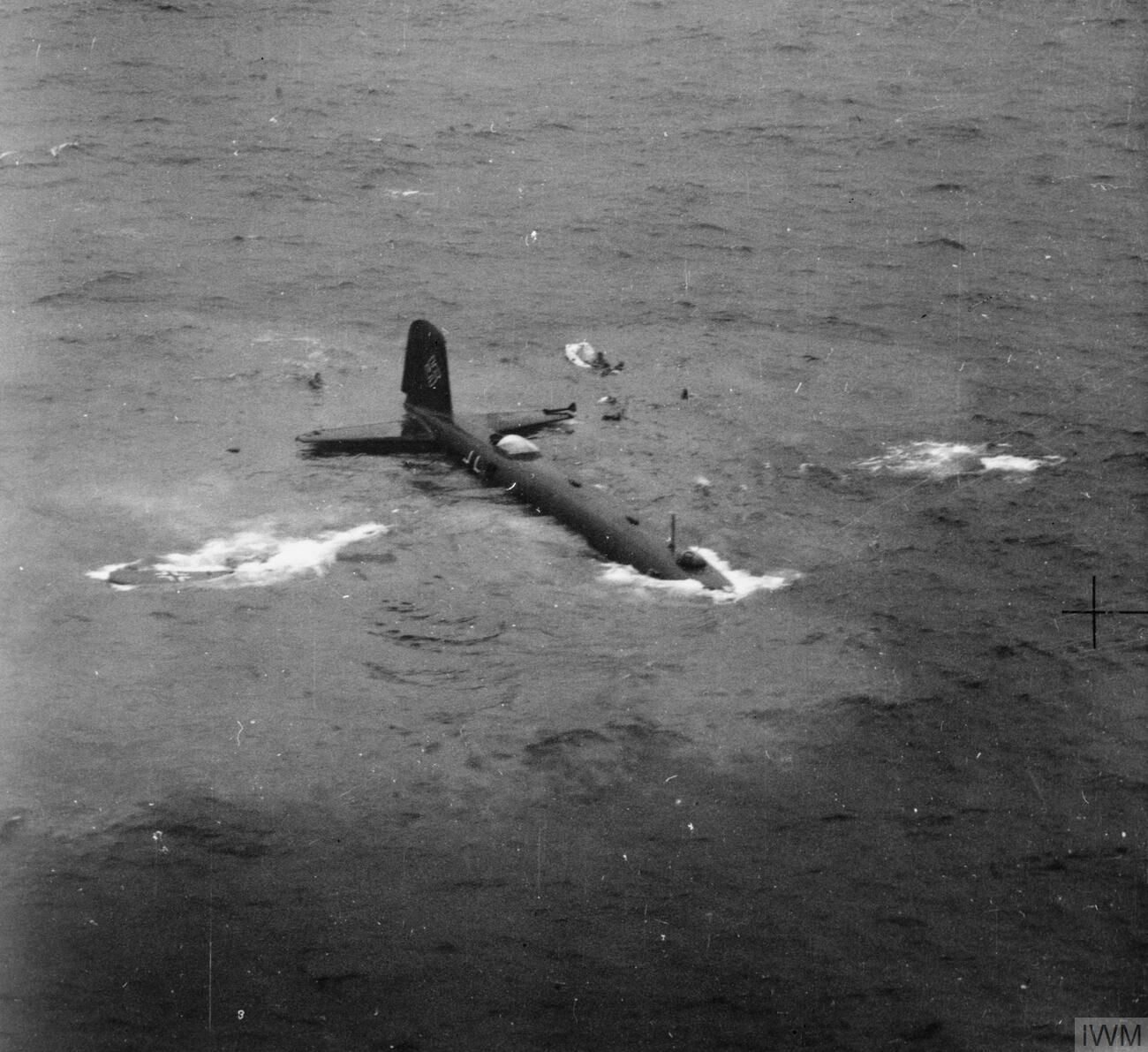
Збитий над Атлантикою Fw 200

26 жовтня 1940 «Кондор» із складу II./KG 40 під командуванням оберлейтенанта Бернгарда Йопе (нім. Bernhard Jope) наніс значні пошкодження британському океанському лайнеру «Імператриця Британії» (англ. «Empress of Britain», 42 350 брт, найбільший пасажирський пароплав потоплений під час війни), після чого, 28 жовтня, пароплав був добитий німецьким підводним човном U 32, командир Ганс Єніш (нім. Hans Jenisch), 19 жовтня 1913—29 квітня 1982).
26 лютого 1941 п'ять Fw 200 із I./KG 40, за британськими відомостями, потопили 7 суден (36 250 брт) та пошкодили 4 (20 755 брт) із складу конвою OB.290.
У березні 1941 було створено повітряне командування «Атлантик», а I./KG 40 стала повною групою трьохескадрильного складу зі штатною чисельністю 36 літаків. Реально у групі було не більше чверті штатного складу, якщо рахувати боєздатні машини.
Перший Fw 200 було збито у серпні 1941 катапультованим винищувачем Hawker Hurricane. Із середини 1941, задля збереження особового складу та матеріальної частини, екіпажам «Кондорів» було наказано припинити атаки конвоїв.

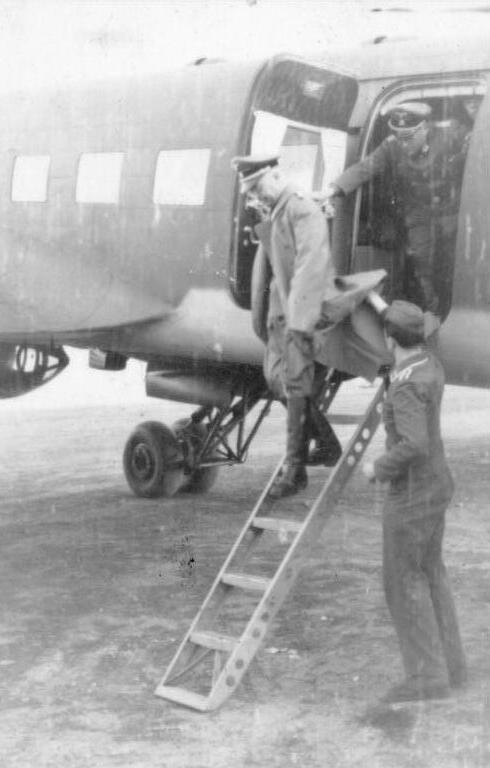
Рейхсфюрер СС Генріх Гіммлер. Харківська область, квітень 1943

З втратою баз в Біскайській затоці одна з ескадриль III/KG 40 була переведена в Норвегію, а інші виведені до Німеччини. Після розформування восени 1944 KG 40, «Кондори» у грудні 1944 були переведені у 5-ту транспортну ескадрилью. Пізніше їх перевели до Відня, до складу командування «Зюйд-ост».

### Східноєвропейський та Середземноморський ТВД
Під час німецько-радянської війни Fw 200 брав участь у підтримці оточених у першому півріччі 1942 німецьких військ у «Дем'янському котлі», проте найбільша транспортна операція — постачання 6-ї армії, що потрапила в оточення під Сталінградом. Для цих цілей була сформована бомбардувальна група К.Gr.z.b.V.200 (так зване «Спеціальне підприємство Сталінград»). Спочатку Fw 200 сідали на летовище на околиці Сталінграду і вантаж постачався безпосередньо оточеним. Потім, після переведення «Кондорів» на аеродром під Юзівкою (базувалися 20 літаків), а з 18 січня 1943 перебазування в Запоріжжя, вантаж скидався на парашутах, у спеціальних контейнерах. У лютому, літаки що залишилися, були виведені до Берліна, де з них сформували 8./KG.40.
Транспортні операції «Кондорам» були ближче, куди їх поступово ї перевели. Переобладнання бойових літаків проводилося на заводі фірми «Siebel Flugzeugwerke». Із кінця 1943, Fw 200 став використовуватися суто для транспортник. Для ведення далекої морської розвідки, він був замінений на Junkers Ju 290.
З поверненням «Кондорів» після виконання термінових транспортних операцій у Радянському Союзі та Італії з весни 1943 III./KG 40 діяла з аеродромів на узбережжі Біскайської затоки, але вже не як дальні морські розвідники. Ця задача була покладена на Ju 290A зі складу FaGr.5, що базувалася в Монт-де-Марсан. Разом із Не 177 (II./KG 40) і 1-ю та 3-ю ескадрильями з I./KG 40 ці Fw 200 були націлено тільки на атаку транспортів, та вирушали в політ тоді, коли ціль вже була виявлена.

### Пілоти «Кондорів» відзначені найвищими нагородами
Серед нагороджених були такі:
| Прізвище                                 | Військове звання              | Нагорода                                                           | Дата нагородження                            | Підрозділ                | Примітки       |
| ---------------------------------------- | ----------------------------- | ------------------------------------------------------------------ | -------------------------------------------- | ------------------------ | -------------- |
| Бернгард Йопе                            | Обер-лейтенант Гауптман Майор | Лицарський хрест (173) Німецький хрест у золоті Дубове листя (431) | 30 грудня 1940 5 лютого 1942 24 березня 1944 | 2./KG 40 I./KG 40 KG 100 |                |
| Ганс Бухгольц (нім. Hans Buchholz)       | Обер-лейтенант резерву        | Лицарський хрест                                                   | 24 березня 1941                              | 1./KG 40                 |                |
| Едгар Петерсен (нім. Edgar Petersen)     | Майор                         | Лицарський хрест                                                   | 21 жовтня 1940                               | I./KG 40                 | Командир групи |
| Рудольф Монс (нім. Rudolf Mons)          | Обер-лейтенант                | Лицарський хрест                                                   | 18 вересня 1941                              | I./KG 40                 | Пілот          |
| Рудольф Майєр (нім. Rudolf Mayr)         | Обер-лейтенант                | Лицарський хрест                                                   | 18 травня 1943                               | 9./KG 40                 |                |
| Генріх Шлоссер (нім. Heinrich Schlosser) | Обер-лейтенант резерву        | Лицарський хрест                                                   | 18 вересня 1941                              | 2./KG 40                 | Пілот          |

## Експлуатація в інших країнах
Окрім Deutsche Lufthansa «Кондори» придбали данська DDL та бразильська «Sindicato Condor». Інтерес до чотиримоторного авіалайнеру проявили фінська «Aero O/Y» (два літаки) та японська «Dai Nippon Koku». Також дев'ять машин замовила Голландія. Японська авіакомпанія претендувала на п'ять екземплярів. Спеціально для неї був розроблений новий варіант — Fw 200 B, з потужнішими двигунами BMW 132 DC, для версії Fw 200 B-1 або BMW 132 H для Fw 200 B-2. У порівнянні з модифікацією Fw 200А вони мали більшу злітну вагу і могли нести більше корисного навантаження. Однак японські і фінські замовлення внаслідок початку Другої світової війни, так і не були реалізовані. Виготовлені екземпляри Fw 200 B були передані Deutsche Lufthansa.

### Бразилія
Бразильська авіакомпанія «Sindicato Condor» отримала два «Кондори» влітку 1939. 27 червня у Бразилії прибув Fw 200 A 08. Перед цим він короткий час використовувався Deutsche Lufthansa як D-AXFO «Pommern». У Бразилії йому присвоїли номер PP-CBI і назву «Abaitará». 29 червня надійшов Fw 200 A 07 (заводський номер 2995), що отримав бортовий номер PP-CBJ і назву «Arumani». Під час перегону з Німеччини машина мала німецьку реєстрацію D-ASBK. Виконували рейси за маршрутом Ріо-де-Жанейро — Сан-Паулу — Порто Алегрі — Буенос-Айрес. Експлуатувалися по березень 1947.

### Данія

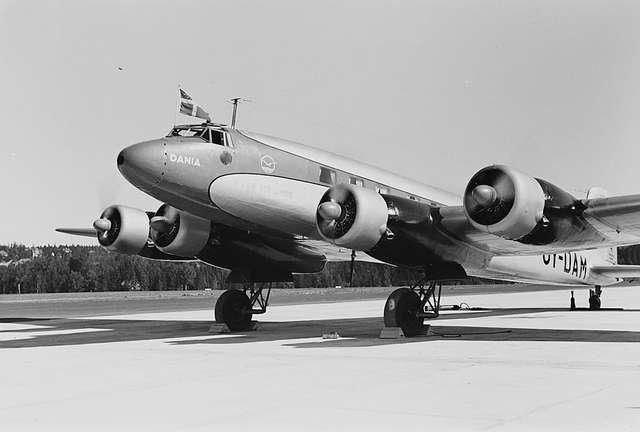
OY-DAM «Dania» на відкритті норвезького аеропорту Форнебу неподалік від Осло, 1 червня 1939

Данська авіакомпанія DDL замовила два літаки [Архівовано 14 червня 2012 у Wayback Machine.]. Спочатку надійшов Fw 200 A-02 (заводський номер 2894). Це був другий серійний екземпляр «Кондора». Машина отримала бортовий номер OY-DAM і назву «Dania». Пізніше був куплений Fw 200 A-05 (номер 2993), що отримав позначення OY-DEM «Jutlandia» (до цього мав німецький реєстраційний номер D-ADHR). На лінії «Кондори» вийшли у липні 1938. Використовувалися на маршруті Копенгаген — Гамбург — Лондон (спільно з Deutsche Lufthansa). У 1939 відкрилася лінія Копенгаген — Ґетеборг — Осло. Під час захоплення Данії OY-DAM перебував у Лондоні, де 9 квітня 1940 був затриманий британською владою. Другий літак — OY-DEM, зберіг датську реєстрацію. У роки війни авіалайнер літав за маршрутом Мальме — Копенгаген — Берлін. Після закінчення бойових дій поновилися рейси у Лондон. 4 вересня 1946 при посадці в лондонському аеропорту Нортолт (англ. RAF Northolt) літак зазнав аварію — надломилося хвостове колесо, та пошкоджена задня частина фюзеляжу. Жертв не було, але літак вже не відновлювався. У 1947 він був остаточно списаний.

### Велика Британія
Після окупації Данії Німеччиною у квітні 1940, британська влада затримала датську авіатехніку, що знаходилася на її території. Серед інших було інтерновано «Кондор» авіакомпанії DDL з бортовим номером OY-DAM. Машину передали національній авіакомпанії BOAC, яка отримала бортовий номер G-AGAY. На початку 1941 літак вилучили ВПС Великої Британії. 12 липня 1941 він був серйозно пошкоджений і більше не відновлювався.

### Іспанія
Кілька пошкоджених під час війни Fw 200 приземлилися в Іспанії. На початку, вони були відремонтовані і повернулися на свої бази у Франції. Після вторгнення союзних військ у Африці, іспанський уряд інтернував чотири літаки, що знаходилися на її території, проте їх екіпажам було дозволено повернутися до Німеччини. Оскільки літаки не підлягали поверненню, Німеччина продала їх Іспанії. Один з трьох літаків потім працював в іспанських ВПС а інші використовувалися для запасних частин. Через ушкодження і відсутності запасних частин літаки було відправлено на злам у 1950.

### СРСР
Один Fw 200 C-3 було захоплено у лютому 1943. У квітні літак був доставлений в НДІ ВПС, де пройшов льотні випробування. У червні того ж року один з «Кондорів» був виставлений в Москві на показі [Архівовано 29 квітня 2015 у Wayback Machine.] трофейної німецької техніки.
В Радянському Союзі два Fw 200 °C експлуатувала Полярна авіація. Перший з них мав бортовий номер СССР-Н400. Літак поступив в квітні 1946. 13 грудня 1947, під час рейсу Хатанга — Ігарка — Москва, в районі Байдарської губи відмовили два двигуни. При вимушеній посадці машина була сильно пошкоджена та відновленню не підлягала. У 1947 в розпорядження полярників надійшов другий Fw 200 °C з бортовим номером СССР-Н401. У нього теж були проблеми з експлуатацією, але літак експлуатувався до 1950, здебільшого для льодової розвідки. Існують версії про експлуатацію Полярною авіацією третього «Кондору», з бортовим номером СССР-Н500 [Архівовано 19 січня 2013 у Wayback Machine.]. На літаку (заводський № 0199, бортовий№ TA+MA) у 1948, на московському заводі № 23, встановлено чотири двигуни АШ-62ИР.

## Повоєнні роки
Під час Другої світової війни кілька авіалайнерів продовжували обслуговувати пасажирів. Після закінчення бойових дій до них додалися вціліли транспортні Fw 200 °C. Однак комплектуючи вже не вироблялися — після війни німецька авіапромисловість фактично припинила своє існування. У результаті, на початку 1950-х, останні «Кондори» були списані Іспанією та СРСР.

## Опис літака
Фюзеляж — суцільнометалевий напівмонокок з поздовжніми стрингерами і суцільнометалевою обшивкою.

Крило — суцільнометалеве багатолонжеронне. Складається з прямокутного центроплана і трапецієподібних відокремлених консолей. Центроплан жорстко зістикований з фюзеляжем, стик закритий обтічником без виступу. Консолі встановлені під невеликим горизонтальним кутом до центроплану. Каркас із ферм, обшивка центроплана металева. Обшивка консолей до заднього лонжерона металева, далі полотняна. Дві третини розмаху консолі займають двосекційні однолонжеронні елерони.

Оперення — класичне однокільове, суцільнометалеве, вільнонесуче.

Двигуни — чотири поршневих зіркоподібних мотора повітряного охолодження в гондолах на крилі з «капотами типу NACA».
- Пратт-Уїтні Хорнет S1EG (англ. Pratt & Whitney Hornet) — 875 к.с./652 кВт на зльоті, 9-циліндровий зіркоподібний повітряного охолодження (перший літак, Fw 200V1)[12]
- BMW-132G-1 — 720 к.с./537 кВт, 9-циліндровий зіркоподібний повітряного охолодження (другий та третій прототипи, Fw 200 A, Fw 200 B-1)
- BMW 132 DC — 845 к.с./626 кВт, 9-циліндровий зіркоподібний повітряного охолодження (Fw 200 B, Fw 200 B-1)
- BMW 132 H — 850/830 к.с./611 кВт, 9-циліндровий зіркоподібний повітряного охолодження (Fw 200 B-2)
- BMW-Bramo 323 R-2 «Fafnir» — 1000 к.с./740 кВт на зльоті та до 1200 к.с. при використанні форсажу уприскуванням водно-спиртової суміші, 9-циліндровий зіркоподібний повітряного охолодження (Fw 200 C).

Гвинти — спочатку дволопатеві VDM-Hamilton, потім трилопатеві VDM, металеві, змінного кроку. Крок гвинта змінювався за допомогою електромотора.

Шасі прибираються, двохопорні, з хвостовим колесом. Основні стійки забираються вперед в гондоли під середніми двигунами. Прибираються та випускаються за допомогою гідросистеми. Випуск можливий під власною вагою та напором повітря. Амортизатори гідравлічні, колеса з діагональними амортизуючими стійками на пружних важелях. На модифікації Fw 200 A колеса одинарні, на Fw 200 C здвоєні, 950×375 мм, обладнані двосторонніми гальмами колодкового типу. Хвостове колесо 685×250 мм.

Кабіна екіпажу [Архівовано 9 жовтня 2011 у Wayback Machine.] для двох пілотів.

### Пасажирський варіант
Екіпаж складався з чотирьох чоловік: двох пілотів, радиста та буфетника.

Пасажирський салон на 26 пасажирів розділено на два відсіки. Передній відсік на дев'ять чоловік, задній на сімнадцять. У кожному ряду по три крісла — два з лівого борту, одне з правого, між ними прохід. Крісла першого ряду обличчям до хвосту, решта по курсу. Між першим і другим рядами фіксовані столики, на інших кріслах столики відкидні. Над кріслами полиці для ручної поклажі. Дев'ять плексигласових прямокутних ілюмінаторів по кожному борту. Позаду салону туалет та багажне відділення. Вхідні двері розташовано в задній частині салону по лівому борту.

### Військовий варіант
Конструкція фюзеляжу залишилася майже без змін. Зверху встановлено надфюзеляжні турелі кругового та/або секторного, в залежності від модифікації, обстрілу. Під фюзеляжем монтувалася коротка, а на інших версіях подовжена гондола, зміщена до правого борту. У ній розміщувався спостерігач та встановлювалося стрілецьке та бомбове озброєння. Мав збільшений запас палива, через що велика частина фюзеляжу була зайнята додатковими паливними баками, а екіпажу у польоті вручну доводилося перекачувати паливо у основні баки.
На підлозі вертикально монтувалися дві фотокамери типа RB, марок 20/30 або 50/30, вагою 62,10 та 62,80 кг відповідно (розмір знімку 30×30 см, кількість знімків 190), а за ними було місце фотооператора.
Екіпаж складався з п'ятьох чоловік: пілота, другого пілота, штурмана-бомбардира, стрільця-радиста, бортінженера-стрільця. На наступних варіантах екіпаж, за рахунок стрільців, збільшився до сімох — вісьмох чоловік.
У передній частині фюзеляжу розташована кабіна для двох пілотів. За нею місце штурмана-бомбардира і стрільця-радиста. Відсік штурмана-бомбардира має в підлозі люк, що сполучає фюзеляж з передньою частиною подфюзеляжної гондоли. Штурман має можливість, в залежності від ситуації, займати місце в фюзеляжі або в передній частині гондоли. Над відсіком штурмана встановлена турельна стрілецька установка, що обслуговується радистом. За відсіком для штурмана-бомбардира у фюзеляжі встановлені додаткові бензобаки і пульт управління ними. Робоче місце бортмеханіка біля пульта керування фюзеляжних бензобаків. За бензобаком, на підлозі фюзеляжу, є люк, що сполучає із задньою частиною підфюзеляжної гондоли — місцем розташуванням стрільця задньої стрілецької установки. Далі, по бортах літака у вікнах змонтовані бортові стрілецькі установки та касети під кулеметні магазини. Середня частина гондоли використовується для внутрішньої підвіски бомб, а за потребою, додаткової ємності з паливом. Стулки бомбовідсіку гондоли приводяться в дію механічною лебідкою.

## Тактико-технічні дані для Fw 200 C-3/U4

### Льотні характеристики
- Максимальна швидкість: 358 км/г на висоті 4800 м
- Крейсерська швидкість: 335 км/г на висоті 4000 м
- Крейсерська швидкість біля поверхні води: 275 км/г
- Посадочна швидкість: інформація відсутня км/г
- Практична стеля: 5800 м
- Швидкопідйомність:
  - 1000 м за 2,6 хв
  - 4000 м за 11,2 хв
- Навантаження на крило: 120—133 кг/м²[17]
- Енергоозброєність[Вин. 10]: 4,5—5,1 кг/к.с.
- Максимальна дальність польоту: 4400 км
- Практична дальність польоту: 3560 км
- Максимальний час перебування у польоті: 14 годин

### Технічні характеристики
- Екіпаж: 7 чоловік[3]
- Довжина: 23,45 м
- Висота максимальна: 6,10 м
- Розмах крил: 32,85 м
- Площа крил: 118,00 м²
- Площа елєронів: 4,88 м²[17]
- Площа закрилок: 6,80 м²[17]
- Площа хвостового оперення: 10,00 м²
- Площа руля: 20,60 м²
- Площа найбільшого перерізу фюзеляжу: інформація відсутня м²
- Вага порожнього: 12 960 кг
- Нормальна злітна вага: 22 720 кг
- Максимальна злітна вага: 24 520 кг
- Маса корисного навантаження: інформація відсутня кг
- Двигуни: чотири радіальних BMW-Bramo 323 R-2[недоступне посилання з червня 2019] «Fafnir»[Вин. 11], по два на кожному крилі, 1000 к.с./740 кВт кожний
  - Максимальна сумарна потужність двигунів: 4800 к.с. (3580 кВт). 4×1200 к.с. при 2600 об/хв з використанням форсажу уприскування водно-спиртової суміші
- Об'єм палива: 5860 л[19]
- Об'єм мастила: 510 л
- Витрата палива:
  - 580 л/год
  - 1790 л/1000 км
- Витрата мастила: інформація відсутня л/100 км

## Озброєння
Fw 200 C мав озброєння, залежно від модифікації, у вигляді кулеметів, гармат, різних видів авіаційних бомб.

### Кулеметне
MG 15 калібру 7,92 мм у надфюзеляжних турелях та двох кулеметів MG 15 в підфюзеляжній гондолі, один з яких був спрямований вперед, а другий — назад. На інших варіантах попереду в гондолі монтувався MG 131. Існувала модифікація гондоли, де другий кулемет (для стрільби назад) був відсутній.

### Гарматне
1—3 20 мм MG 151/20 гармат або гармата «Ерлікон» MG-FF.

### Бомбове навантаження

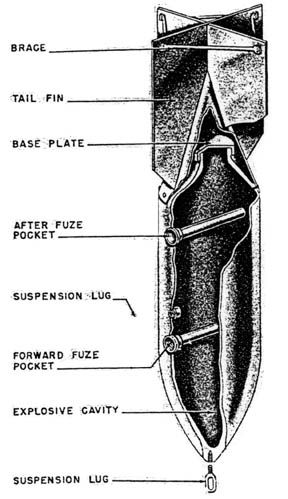
Німецька авіаційна бомба SC 250

#### SC 250
Німецька авіаційна бомба SC 250 належала до сімейства авіабомб «SC» — детонаторна бомба циліндрична (нім. Sprengbombe Cylindrisch). Одна з найбільш часто використовуваних бомб у Другій світовій війні. Широко застосовувалася на всіх театрах військових дій, зокрема на Східному фронті та під час нальотів на Лондон. Була на озброєнні практично всіх німецьких бомбардувальників, в тому числі таких як Ju 87 Stuka та He 111.
- Загальна вага — 250 кг
- Маса вибухової речовини — 125 кг
- Загальна довжина — 1640 мм
- Довжина «тіла» бомби — 1173 мм
- Діаметр бомби — 368 мм

У розвідувальних польотах на Fw 200 C-0 та С-1 бомбове навантаження було однаковим: по одній 250 кг бомбі під зовнішніми гондолами двигунів і ще дві на бомботримачах під консолями крила. У нижній гондолі С-1 була передбачена підвіска ще однієї 250 кг, т.з. «цементної» бомби, яка використовувалася як маркер для перевірки прицілу і для безпосереднього коригування перед скиданням фугасних бомб.

#### Henschel Hs 293
Літаки типів Fw 200 C-6 та Fw 200 C-8 були пристосовані для несення двох керованих (плануючих) авіаційних бомб Hs 293.
Hs 293 створена та призначена для застосування по великим морським цілям. Обладнана несучими поверхнями, хвостовим оперенням та ракетним двигуном. Була розроблена та вироблялася фірмою Henschel Flugzeugwerke AG в Берліні.

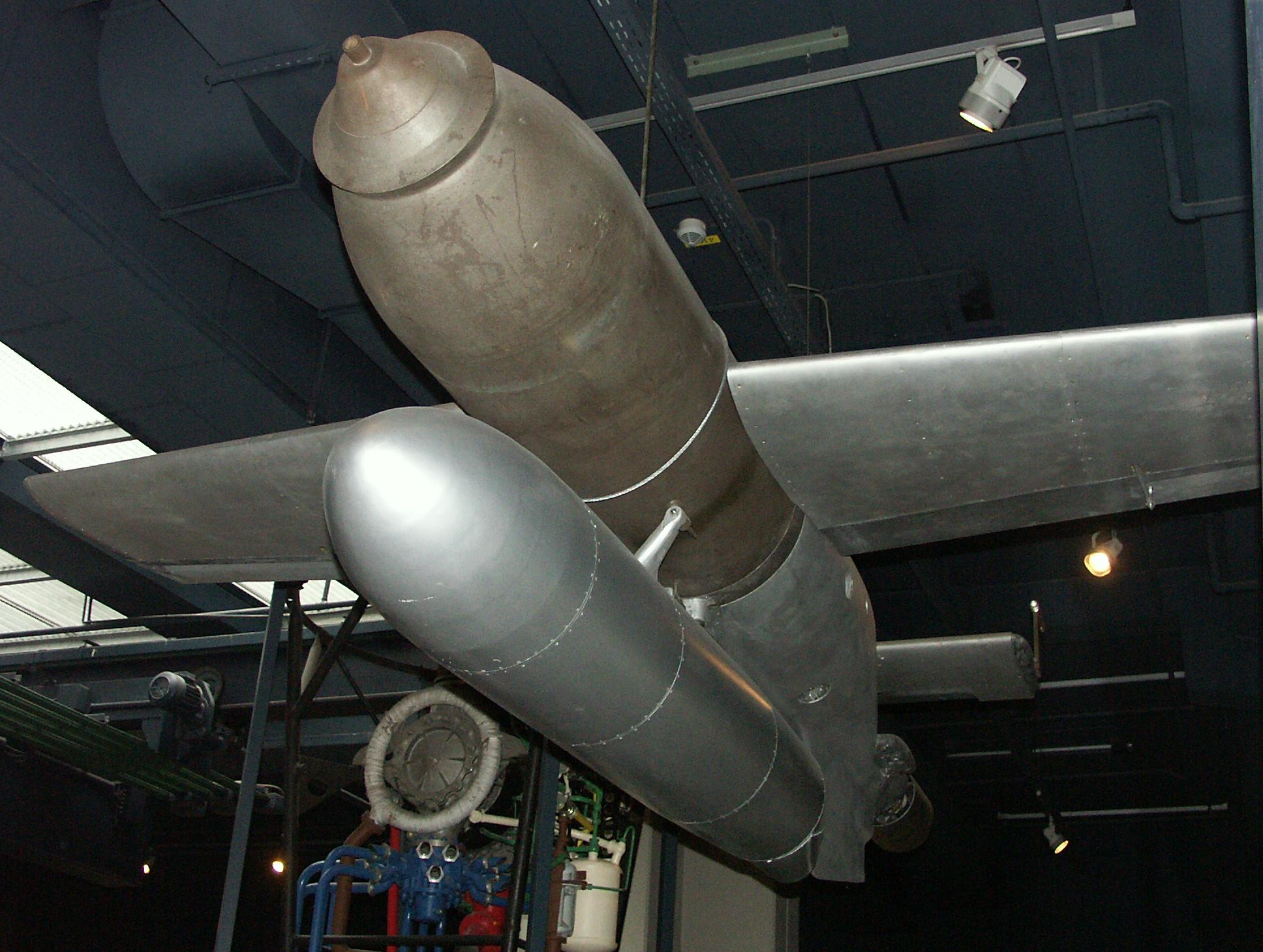
Henschel Hs 293 у Німецькому музеї

| Параметр              | Дані                                 |
| --------------------- | ------------------------------------ |
| Вироблялася           | 1943—1945                            |
| Виробник              | Henschel                             |
| Розробник             | Герберт Вагнер                       |
| Довжина               | 3,10 м                               |
| Довжина повна         | 3,82 м                               |
| Загальна вага         | 975 кг                               |
| Вага боєголовки       | 660 кг (в тому числі 300 кг амотолу) |
| Максимальна швидкість | 950 км/год                           |
| Висота скидання       | 400—2000 м                           |
| Дальність дії         | 3,5—18,0 км                          |
| Двигун                | один Walter HWK 109—507              |

## Історія «Кондорів»(перелік не повний)
До наших днів не збереглося жодного повністю вцілілого екземпляру. Наразі (лютий 2013) берлінський «Німецький технологічний музей» веде відновлення Fw 200 C-3 (зав. № 0063) на основі піднятого 26 травня 1999 з глибини 60 метрів поблизу Тронхеймс-Фьорда (Норвегія). Літак зазнав катастрофи 22 лютого 1942 (всі шість членів екіпажу вижили, пілот — капітан Werner Thieme).
| Історія «Кондорів» | Історія «Кондорів»                        | Історія «Кондорів»                                                                   | Історія «Кондорів» | Історія «Кондорів» |
| --- | ----------------------------------------- | ------------------------------------------------------------------------------------ | --- | ------------------ |
| Заводський номер / Ім'я/ бортові номери: цивільний/ військовий | Тип літака/ роки експлуатації             | Призначення/ оператор                                                                | Стисла історія літака |                    |
| 2000 Saarland" D-AERE «Brandenburg» (Той самий «Saarland», перший прототип — Fw 200 V1, але літаку у 1938 замінено назву на «Бранденбург». Також змінено тип — на Fw 200 S-1 (S — спеціальний) та бортовий номер) D-ACON | Fw 200 V1 Fw 200 S-1 1937—1938            | Авіалайнер DLH Рейхсміністерство авіації Третього Рейху (RLM)                        | Перший прототип. Без посадки перелетів Атлантику. 10 серпня 1938 літак піднявся з берлінського аеродрому Штакен та 11 серпня приземлився на Нью-Йоркському аеродромі «Флойд-Беннет». Шлях завдовжки 6371,3 км машина покрила за 24 години 56 хвилин (середня швидкість 262 км/г). 13 серпня літак відправився у зворотний шлях, який, при попутному вітрі, було подолано за 19 годин 47 хвилин (328 км/г). 28 листопада 1938 той самий екіпаж здійснив переліт на Далекий Схід за маршрутом Берлін — Басра — Карачі — Ханой — Токіо. Трасу він подолав за 46 годин 18 хвилин. На зворотному шляху при підльоті до Маніли літак зазнав аварії. Під час вимушеної посадки на мілині [Архівовано 11 вересня 2013 у Wayback Machine.] машина була пошкоджена та відновленню вже не підлягала. |                    |
| 2484 «Westfalen» [Архівовано 11 вересня 2013 у Wayback Machine.] D-AETA | Fw 200 V2 1937-?                          | Авіалайнер DLH                                                                       | Виконав більшість польотів за програмами льотних випробувань та сертифікації типу. 27 червня 1938 здійснено рекламний переліт по трасі Берлін — Салоніки — Каїр, пілотував машину Курт Танк. 30 червня 1938 відвідав Гельсінкі |                    |
| 3099 «Ostmark» D-ARHU «Immelmann III» D-2600 [Архівовано 18 квітня 2012 у Wayback Machine.] WL+2600 26+00 | Fw 200 V3 A-09 (S-9) 1939—1944            | DLH Рейхсміністерство авіації Третього Рейху «Fliegerstaffel des Führers»            | Використовувався Люфтваффе як особистий літак Адольфа Гітлера із 1939 по 1940. Був знищений під час бомбардування аеропорту Темпельхоф в Берліні 18 липня 1944 |                    |
| 3324 «Kurmark» D-ABOD CB+FB | Fw 200 V10 A-10 (S-10) 1939—1940          | Далекий морський розвідник Транспортний DLH Люфтваффе                                | Попервах виготовлявся для ВМС Японії, але із початком війни замовлення було анульовано. Надійшов до 4./KGrzbV 107 14 квітня 1940. 22 квітня 1940 роблячи мертву петлю над аеродромом у Німеччини безглуздо загинув разом з екіпажем командир 4/KGr.z.b.V 107 обер-лейтенант резерву Альфред Хенке |                    |
| 2893 «Saarland» (Це інший літак, на той час Fw 200 V1, що первісно носив ім'я «Saarland», було перейменовано у «Brandenburg») D-ADHR [Архівовано 10 жовтня 2011 у Wayback Machine.] GF+GF                                | Fw 200 A-01 (Fw 200 V4) 1938—1943         | Авіалайнер Транспортний DLH Люфтваффе                                                | Збито під Сталінградом (Пітомник) у січні 1943 |                    |
| 2894 «Dania» [Архівовано 18 квітня 2012 у Wayback Machine.] OY-DAM Wolf G-AGAY | Fw 200 A-02 (S-2) (Fw 200 Ka-1) 1938—1941 | DDL (Данія) BOAC (Британія) RAF авіалайнер                                           | Другий серійний примірник. Передано DDL 14 липня 1938. Під час захоплення Данії перебував у Лондоні, де був 9 квітня 1940 затриманий британською владою. Машину передали національній авіакомпанії BOAC. На початку 1941 літак вилучили ВПС Великої Британії. 12 липня 1941 він був серйозно пошкоджений і більше не відновлювався. |                    |
| 2895 «Nordmark» [Архівовано 11 вересня 2013 у Wayback Machine.] D-AMHC GF+GF | Fw 200 A-03 (S-3) (Fw 200 V5) 1938—1943   | Авіалайнер Транспортний DLH Люфтваффе                                                | Виконував рейси у Барселону. 1940 передано Люфтваффе. Розбився у 1943 |                    |
| 2993 «Jutlandia» [Архівовано 2 лютого 2017 у Wayback Machine.] OY-DEM [Архівовано 9 жовтня 2011 у Wayback Machine.] (До продажу мав німецький реєстраційний номер D-ADHR)                                                | Fw 200 A-04 (S-4) (Fw 200 Ka-1) 1938—1947 | Авіалайнер DDL (Данія)                                                               | У роки війни літав за маршрутом Мальме — Копенгаген — Берлін. Після закінчення бойових дій поновилися рейси у Лондон. 4 вересня 1946 при посадці в лондонському аеропорту Нортолт (англ. RAF Northolt) літак зазнав аварію — надломилося хвостове колесо, та була пошкоджена задня частина фюзеляжу. Жертв не було, але літак вже не відновлювався. У 1947 він був остаточно списаний |                    |
| 2994 «Friesland» D-ARHW F8+HH | Fw 200 A-05 1938—1944                     | Авіалайнер DLH                                                                       | Виконуючи рейс Стокгольм — Берлін був помилково знищений німецьким патрульним кораблем 29 листопада 1944 о 10—25 в районі Фальстербу (Швеція), загинуло десять чоловік (4 члени екіпажа та 6 пасажирів в тому числі 3 дипломатичних кур'єра). |                    |
| 2995 «Holstein» D-ASBK «Arumani» PP-CBJ | Fw 200 A-06 1939—1947                     | Авіалайнер DLH                                                                       | Проданий до Бразилії, авіакомпанії Syndicato Condor (дочірня компанія DLH). Надійшов до Бразилії 29 червня 1939. Списано у 1947. Налітав 5533 годин. |                    |
| 2996 «Pommern» D-AXFO «Abaitará» [Архівовано 5 березня 2016 у Wayback Machine.] PP-CBI | Fw 200 A-07 1939—1947                     | Авіалайнер DLH «Syndicato Condor» «Cruzeiro do Sul»                                  | Спочатку експлуатувався DLH, потім був проданий до бразильської авіакомпанії «Syndicato Condor» (на той час дочірня компанія DLH). Надійшов до Бразилії 27 червня 1939. 7 березня 1947 під час наземних маневрів в аеропорту «Сантос Дюмон» (Ріо-де-Жанейро), зіткнувся з DC 3 авіакомпанії «Panair». Пошкодження були незначними, проте керівництво «Cruzeiro do Sul» (таку назву на той час мала «Syndicato Condor») вирішило цю машину не відновлювати. Налітав 5303 години. |                    |
| 3098 «Grenzmark» D-ACVH NK+NM | Fw 200 A-08 (S-8) (Fw 200 V6) 1939—1941   | Авіалайнер DLH Рейхсміністерство авіації Третього Рейху «Fliegerstaffel des Führers» | 23 серпня 1939 доставив до Москви Ріббентропа для підписання Пакту Молотова — Ріббентропа. 23 грудня 1941 зазнав аварії на аеродромі міста Орел. Пілот Людвіг Гайм (нім. Ludwig Gaim) був важко поранений, а літак зруйновано. |                    |
| «Kurmark» D-AEQP | Fw 200D-1                                 | Транспортний Авіалайнер Люфтваффе DLH                                                | У вересні 1940 був переведений із Люфтваффе (4./KGrzbV 107) до DLH для виконання спеціальних рейсів. Отримав вільне ім'я «Kurmark» |                    |
| 0020 «Holstein» D-ACWG (Попередній літак з цією ж назвою — «Holstein» D-ASBK, зав. № 2995, було продано до Бразилії) | Fw 200D-2b 1940—1941                      |                                                                                      | |                    |
| 0001 «Hessen» D-ASHH | Fw 200 B-1 V10 1939—1945                  | Авіалайнер DLH                                                                       | Здійснив останній плановий рейс Deutsche Lufthansa за маршрутом Барселона—Берлін 14 квітня 1945 21 квітня 1945 (пилот — флюг-капитан Кюнстль) здійснював евакуацію персоналу та майна німецького генштабу із Берліна. Після вильоту з Мюнхена, де була зроблена проміжна зупинка, літак повинен був приземлитися в Барселоні, однак безслідно зник в районі баварського міста Пізенкофена. Обгоріли уламки літака, останки шістнадцяти пасажирів та п'яти членів екіпажу були знайдені значно пізніше, у 1954. Причини катастрофи невідомі. |                    |
| 0019 «Pommern» (Попередній літак з цією ж назвою — «Pommern» D-AXFO, зав. № 2996, було продано до Бразилії. ) D-AMHL F8+BU                                                                                               | Fw 200 D-2 1940—1944                      | Авіалайнер DLH                                                                       | 27 вересня 1944 виконуючи рейс Штутгарт — Барселона, поблизу французького міста Діжон був збитий американським бомбардувальником Bristol Beaufighter. Загинули п'ять пасажирів і чотири члени екіпажу |                    |
| 0021 «Thüringen» D-ASVX NA+WN | Fw 200 C-0 1940—1945                      | Авіалайнер DLH Люфтваффе                                                             | Перший з чотирьох літаків серії C-0 був закінчений у січні 1940, мав надійти до Люфтганзи, але, не встигнувши зробити жодного рейсу, був прийнятий до складу Люфтваффе. Разом з наступними трьома машинами зараховано до К.Gr.zbV105 для підтримки вторгнення до Норвегії. 4 травня 1945, у складі DLH, виконав останній пасажирський рейс за маршрутом Осло — Фленсбург |                    |
| 0034 F8+GW | Fw 200 C-3 1940—?                         | Транспортний Люфтваффе                                                               | Захоплено Червоною армією у лютому 1943. У квітні літак було доставлено до НДІ ВПС, де пройшов льотні випробування. У червні 1943 «Кондор» був виставлений в Москві на показі [Архівовано 29 квітня 2015 у Wayback Machine.] трофейної німецької техніки. |                    |
| 0259 TO+XO | Fw 200 C-8/U10 1943—1943                  | Ракетоносій Люфтваффе                                                                | Втрачено в Атлантичному океані 29 грудня 1943 (командир — капітан Georg Schabert) |                    |
| 0005 BS+AJ | Fw 200 C-1 1940—1940                      | Люфтваффе                                                                            | Переобладнанно у мінний загороджувач. Розбитий 21 березня 1940 |                    |
| 0074 F8+GH [Архівовано 30 квітня 2015 у Wayback Machine.] | Fw 200 C-3/U4 ?—1940                      | Люфтваффе                                                                            | У складі 1./KG 40 виконував завдання на Середземному морі. Також базувався на аеродромах Бордо та Ольборг. 29 травня 1940 об 11:00 в районі Тромсе збито другим лейтенантом Друммондом (англ. Drummond) на «Харрікейн» із 46. Sgn.RAF. Екіпаж лейтенанта О. Фрайтага загинув |                    |
| 0037 F8+GL | Fw 200 C-3 1940—1941                      | Люфтваффе                                                                            | Базувався на аеродром Бордо, ескадра 1./KG 40. Був сильно пошкоджений літаючим човном «Сандерланд» Mk.I L5805 11 січня 1941 під час атаки конвою HG.49 в 300 милях на захід від Ірландії. Розбився при посадці на власній базі Мерин'як |                    |
| 0043 SG+KS F8+AB | Fw 200 C-3/U2 1940—1941                   | Люфтваффе                                                                            | 19 травня 1941, під час виконання завдання у Пивничній Атлантиці по розвідці району прориву у відкритий океан для лінкора «Бісмарк» та важкого крейсера «Принц Ойген» (нім. Prinz Eugen) було збито зенітним вогнем з транспорту «Umgeni» в 300-х милях на захід від Донегол-Бей, пілот 1./KG 40 обер-лейтенант резерву Ганс Бухгольц (нім. Hans Buchholz). Три члени екіпажу загинули, інші троє потрапили в полон |                    |
| 0085 KE+IJ [Архівовано 9 жовтня 2011 у Wayback Machine.] | Fw 200 C-3 1941—1941                      | Люфтваффе                                                                            | |                    |
| 0137 CE+IB | Fw 200 C-4/U1 1942—?                      | Люфтваффе                                                                            | |                    |
| KF+KL | Fw 200 C-3                                | Люфтваффе                                                                            | 15 червня 1941 загинув при атаці на конвой HS.65, пілот обер-лейтенант Е. Вестерман |                    |
| 0002 BS+AG | Fw 200 V11 1940—?                         | Люфтваффе                                                                            | Побудовано на заводі в Бремені. Став першим із серії «B». Пізніше був перероблений та став першим літаком серії «С-1». Надійшов до 1./KG 40 19 лютого 1940 |                    |
| 0100 KE+IY F8+CS | Fw 200 C-4 1942—?                         | Люфтваффе                                                                            | 8./KG 40, 9 листопада 1943 |                    |
| 0061 CH+CB CE+IZ F8+AA F8+BB F8+IK | Fw 200 C-4 1942—1943                      | Люфтваффе                                                                            | 8./KG 40, знищено 22 вересня 1943 |                    |
| 0095 KE+IT F8+DH | Fw 200 C-3/U5 1941—1943                   | Люфтваффе                                                                            | Базувався на аеродром Бордо, 1./KG 40 |                    |
| 0042 SG+KR | Fw 200 C-3 1940—1941                      | Люфтваффе                                                                            | 1./KG 40, знищено 5 лютого 1943 |                    |
| F8+MT |                                           | Люфтваффе                                                                            | Базувався на аеродром Бордо, 1./KG 40 |                    |
| F8+GT | Fw 200 C-4                                | Люфтваффе                                                                            | 9./KG 40 |                    |
| F8+FR | Fw 200 C-4                                | Люфтваффе                                                                            | 7./KG 40 |                    |
| F8+KR |                                           | Люфтваффе                                                                            | III./KG 40, Норвегія 1944 |                    |
| 0256 TO+XL | Fw 200 C-8 1943—?                         | Люфтваффе                                                                            | |                    |
| F8+CT | Fw 200 C-5/FK                             | Люфтваффе                                                                            | III./KG 40 |                    |
| 0137 CE+IB | Fw 200 C-4/U1 1942—?                      | Транспортний Люфтваффе                                                               | |                    |
| 0138 CE+IC F8+IT | Fw 200 C-4/U2 1942—?                      | Авіалайнер Транспортний «Fliegerstaffel des Führers» (F.d.F.)                        | 9./KG 40. На 14 пасажирів. Перебував у резерві з весни 1942 |                    |
| 0025 F8+FW | Fw 200 C-3 (V13) 1940—1943                | Транспортний Люфтваффе                                                               | Зі складу KGrzbV 200. 29 січня 1943 під час приземлення зазнав аварії на аеродромі Запоріжжя, зламався фюзеляж |                    |
| 0191 GC+ST F8+MS | Fw 200 C-5/FK 1942—1948                   | Люфтваффе                                                                            | 8./KG 408 травня 1945 літак приземлився на шведському аеродромі Торсланда (швед. Torslanda flygfält), поблизу Гетеборга |                    |
| 0072 KF+QL F8+CH | Fw 200 C-3/U4                             | Люфтваффе                                                                            | У складі 1./KG 40 |                    |
| 0099 KE+IX | Fw 200 C-3/U9 1942—?                      | Люфтваффе «Fliegerstaffel des Führers» (F.d.F.)                                      | Здійснював постачання оточених у «Дем'янському котлі» німецьким військам. Перебував у резерві. 4 Червня 1942 Адольф Гітлер наніс візит Карлу Густаву Маннергейму на честь його сімдесят п'ятої річниці |                    |
| 0176 GC+SE AIR MIN 94 | Fw 200 C-4/U1 1942—1946                   | Авіалайнер «Fliegerstaffel des Führers» (F.d.F.)                                     | Обслуговував Гітлера, Герінга та Гіммлера. |                    |
| 0181 Albatros III GC+SJ AIR MIN 97 | Fw 200 C-4/U2 1942—1946                   | Авіалайнер «Fliegerstaffel des Führers» (F.d.F.) DDL                                 | Обслуговував Карла Деніца |                    |
| 0240 TK+CV | Fw 200 C-6 1943—?                         | Авіалайнер Транспортний «Fliegerstaffel des Führers» (F.d.F.)                        | Перебував у резерві. У кінці війни, особистий пілот Гітлера — Баур, вилетів на ньому в Берлін, щоб вивезти фюрера в нейтральну країну |                    |
| 0216 TA+MR | Fw 200 C-6/U2 1943—?                      | Авіалайнер «Fliegerstaffel des Führers» (F.d.F.)                                     | Обслуговував Шпеєра |                    |
| 0175 GS+SD T.4-2 | Fw 200 C-4/U3 1942—1950                   | Люфтваффе                                                                            | III./KG 40. Після вимушеної посадки 31 грудня 1942 на території Іспанії, був Німеччиною проданий. Єдиний з чотирьох літаків, із проданих Іспанії, що експлуатувався. У 1950 відправлено на злам |                    |
| 0118 NT+BR F8+HS | Fw 200 C-4 1942—1950                      | Люфтваффе                                                                            | Після вимушеної посадки 1 січня 1943 на території Іспанії, був Німеччиною проданий. Не був в експлуатації з політичних причин. У 1950 відправлено на злам |                    |
| 0221 TA+MW F8+IT | Fw 200 C-4 1943—1950                      | Люфтваффе                                                                            | Після вимушеної посадки на території Іспанії, був Німеччиною їй проданий. Використовувався для отримання запасних частин. У 1950 відправлено на злам |                    |
| 0166 CH+SG F8+JR | Fw 200 C-4 1942—1950                      | Люфтваффе                                                                            | Після вимушеної посадки на території Іспанії, був Німеччиною проданий. Використовувався для отримання запасних частин. У 1950 відправлено на злам |                    |
| G6+DI | Fw 200 A-0                                | Люфтваффе                                                                            | KGr.z.b.V 105. Розбився в місті Кіль |                    |
| 0003 BS+AH | Fw 200 C-1 1942—?                         | Далекий морський розвідник Транспортний Люфтваффе                                    | У середині березня 1940 екіпаж у складі першого пілота Корнеліуса Ноеля (нім. Cornelius Noëll), штурмана Зигфрида Кнемейєра та інших виконав високоякісну аерофотозйомку військових об'єктів та транспортної інфраструктури на узбережжі Норвегії від Нарвіка до Осло. |                    |
| 0023 F8+EH | Fw 200 C-2 1940—1940                      | Люфтваффе                                                                            | Належав I./KG 40, командир гауптман Р. Штечин. 20 липня 1940 о 23:55, під час виконання завдання по постановці мінного загородження в районі Сандерленда, був виявлений зенітним прожектором. Двоє членів екіпажу загинули, інши двоє — потрапили в полон |                    |
| DE+OG | Fw 200 C-3/U1                             | Люфтваффе                                                                            | 15 червня 1941 отримав значні ушкодження при атаці на конвой HS.65, пілот обер-єфрейтор Майснер дотягнув літак до іспанського узбережжя та приводнився біля паррокії Навіо. Екіпаж після висадження на берег зміг успішно перетнути кордон та повернутися на базу |                    |
| F8+AB | Fw 200 C-3/U2 ?—1941                      | Люфтваффе                                                                            | 18 липня 1941 при атаці британського транспорту «Pilar de Larrinaga» був збитий на катапультованому «Харрікейні» лейтенантом Р. Евереттом. Екіпаж командира I./KG 40 гауптмана Ф. Флігеля загинув |                    |

## Інше життя «Кондорів»
У романі «Полярний конвой» (англ. HMS Ulysses, інша назва — «Корабель його величності „Улісс“») шотландського письменника Алістера Макліна (англ. Alistair MacLean, 28 квітня 1922, Глазго, Шотландія — 2 лютого 1987, Мюнхен, Німеччина) багато уваги приділено діям Fw 200 як морського розвідника та бомбардувальника проти арктичних конвоїв. Моряки Королівського флоту називали його «Чарлі». Ще більше уваги літаку приділено у романі письменника «Сан-Андреас» (англ. San Andreas).
Fw 200 зображено на поштовій марці 1944 року. Логотип Deutsche Lufthansa розміщено зліва, праворуч — поштової служби. Присвячена події: «25 років німецькій авіапошті 1919—1944».